# Embedded System Design
Embedded System Design is een studierichting die werd opgericht in 2005 en bedoeld is om elektronici op te leiden voor het ontwerpen van embedded systems. De richting is opgericht uit vraag van de industrie zelf, aangezien dit in de meeste elektronica-richtingen enkel als specialisatie of slechts enkele uurtjes per week werd gegeven. De markt van embedded systems is enorm snel aan het stijgen. 
De opleiding duurt drie jaar en is praktijkgericht. Enkele vakken die men krijgt in de richting zijn PCB-design, elektronica, programmeren en netwerken. Deze studierichting is uniek in België, en kan enkel aan het PIH te Kortrijk, departement van de Hogeschool West-Vlaanderen gevolgd worden. De studie werd 1 jaar na haar introductie "onder druk van hogeraf" terug geschrapt.
Aan de Hogeschool Utrecht is binnen de afdeling EE&D vanaf september 2006 gestart met een embedded systems variant. Sleutelwoorden zijn hier ES systeem ontwerp op basis van ARM7 en FPGA (Xilinx) ontwerp en programmeren.